# الرسم الجداري الروماني (200 ق.م. - 79م)

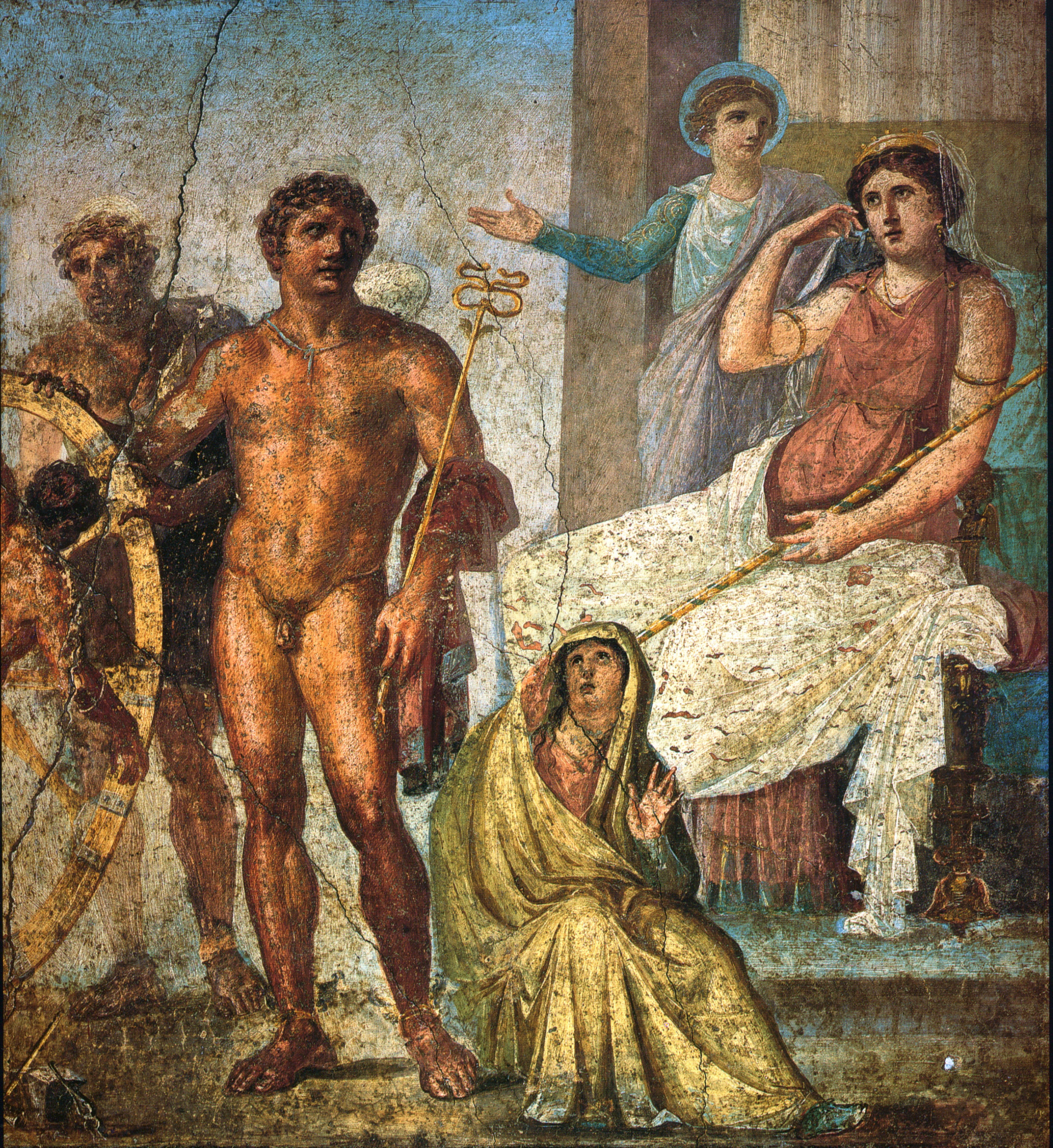

الرسم الجداري الروماني هي قطع فنية فريدة من نوعها وجدت في المنازل الخاصة في العديد من المدن الرومانية المختلفة، إلى جانب الريف في إيطاليا. استُخدِمَت اللوحات لإضاءة الغرف، نظرًا لأن معظم المنازل كانت بطبيعة الحال مظلمة للغاية. هنالك أربعة أنماط رئيسية للرسومات الجدارية الرومانية التي عُثر عليها: التَلْبِيس القشري، والمعماري، والزخرفي، والمتشابك. كل نمط فريد من نوعه، وكل نمط من الثلاث أنماط الأخيرة يشتمل على جوانب خاصة بكل نمط سابق له. رُسمت جميع اللوحات الأصلية قبل ثوران جبل فيزوف. كان أول أسلوبين (التلبيس القشري والمعماري) جزءًا من الفترة الجمهورية (المتعلقة بالرسومات الجدارية اليونانية الهلنستية)، أما الأخيران (الزخرفي والمتشابك) فكانا جزءًا من العصر الإمبراطوري.

## التاريخ
في القرن الأول قبل الميلاد، زُينت الجدران الرومانية برسومات مختلفة تراوحت بين أعمال فنية واقعية وأعمال فنية انطباعية. جاء الإلهام من الميثولوجيا والمناظر الطبيعية وغيرها من الاهتمامات. عادةً ما تُرسم اللوحات على جص يحتوي على أصباغ أُضيفت إليه أثناء تجفيفه، ويُعرف هذا الأسلوب من الرسم باسم الفريسكو (التصوير الجصي). كانت أعمال الفريسكو تُصنع من طبقة واحدة إلى ثلاث طبقات من الملاط مع طبقة واحدة إلى ثلاث طبقات من الجير المخلوط مع الرخام. عُثر على العديد من الرسومات التي اكتُشِفت في عصرنا حول منطقة خليج نابولي، وهي المنطقة التي ثار فيها جبل فيزوف. احتوت الأعمال على صور للحياة في هذه المنطقة قبل الانفجار العظيم الذي دمر جزءًا كبيرًا من الريف، علاوة على مدينتي بومبي وهركولانيوم.
لم تستخدم لوحات الحائط فقط للزينة، ولكن أيضًا للوظائف الهامة الأخرى في أنحاء المنزل، حيث استخدمت كدليل للضيوف وكانت بمثابة توجيه اجتماعي للجمهور. كان المقصود من المناطق التي زُيِّنت فيها الجدران باللوحات أن يتبعها الضيوف، في حين كانت المناطق التي تحتوي على لوحات قليلة أو معدومة الأعمال الفنية مخصصة للخدم لكي يستخدموها للتجول في أنحاء المنزل. أشار نوع اللوحات والموارد المستخدمة في إكمالها إلى الحالة الاجتماعية لأهل البيت.

## النمط الأول: التلبيس القشري
ابتداءً من عام 200 وحتى عام 60 قبل الميلاد، استُخدم نمط التلبيس القشري في اللوحات الجدارية الرومانية. يتكون هذا النمط من الجدار الذي يحتوي على بقع ملونة من الكتل التي تشبه الجدران الرخامية. يُحصل على تلك الجدران الشبيهة بالرخام من خلال استخدام القوالب الجصية، والتي تتسبب في ظهور أجزاء من الجدار كأنها بارزة. رسم الرومان الأكثر ثراءً جدرانهم باستخدام مجموعة متنوعة من الألوان، فين حين استخدم الأقل ثراء أشكالًا مختلفة من ألوان الأصفر والأرجواني والوردي. كان هذا الأسلوب مليئًا بالألوان وبسيطًا للغاية، ولكن كان يُنظر إليه أيضًا على أنه خانق لبعض الناس. يمكن العثور على مثالين لهذا النمط في بومبي في بيت فون وبيت سالوست.

## النمط الثاني: المعماري
شوهد هذا النمط لأول مرة في الفترة بين عام 80 قبل الميلاد تقريبًا ونهاية القرن الأول قبل الميلاد. يضم النمط الثاني جوانبًا من النمط الأول، مثل الكتل الرخامية. عادة ما اصطفت الكتل على طول قاعدة الجدار، وتُكوَّن الصورة الفعلية على الجص المسطح. تضمنت العديد من اللوحات من هذا النمط أوهامًا لمشاهد تخيلية. أراد الرسامون إعطاء المشاهد شعورًا بأنه كان ينظر من خلال نافذة إلى المشهد المصور. أضافوا أيضًا أشياء تُرى بشكل شائع في الحياة اليومية كالمزهريات والأرفف، جنبًا إلى جنب مع الأشياء التي تبدو وكأنها تخرج من الجدار. صُمِم هذا الأسلوب من أجل أن يشعر من خلاله المشاهدون كما لو كانت الأفعال داخل اللوحة تحدث حولهم.

## النمط الثالث: الزخرفي
يرجع تاريخه إلى الفترة بين عام 20 قبل الميلاد وعام 20 بعد الميلاد. ارتكز النمط الثالث في الرسم على النمط الثاني، ومع ذلك، فإن الرسامين الذين استخدموا الأسلوب الزخرفي استخدموا الأسطح المسطحة للجدار. يمكن تقسيم الجدران إلى أقسام أو إطارات مختلفة، مع رسم كل إطار بلون مختلف. في هذا النمط تحديدًا، تُترك مساحة أكبر على الحائط ملونة بوضوح وبدون تصميم. عندما كانت التصاميم موجودة، كانت تميل إلى أن تكون صغيرة أو مشاهد عادية أو مشاهد مثل الشمعدانات أو الأطراف المزمرة. استمر استخدام الأسود والأحمر والأصفر خلال هذه الفترة، ولكن استخدام الأخضر والأزرق أصبح أكثر وضوحًا مما كان عليه الحال في الأنماط السابقة. كان لمعظم هذه اللوحات القليل من التصميمات الإضافية التي أضيفت إليها، وعليه ادعى العديد من النقاد عدم وجود أي معنى لتلك اللوحات، وبالتالي ليس لهم قيمة. وجد الرسامون الذين استخدموا هذه التقنية أنه من السهل تغيير اللوحات بسبب نقص التصاميم، كما يمكن تغيير جزء فقط من الجدار بدلًا من إعادة طلاء الجدار بالكامل. يحتوي بيت لوكريتيوس على أمثلة للنمط الثالث من اللوحات الجدارية.

## النمط الرابع: المتشابك
كان هذا الأسلوب بارزًا في الفترة من 20 إلى 79 ميلادي، وهو العام الذي ثار فيه جبل فيزوف. يُعرف النمط الرابع بأنه مزيج من الأنماط الثلاثة السابقة، حيث يستخدم الكتل من النمط الأول، والمشاهد المعمارية من النمط الثاني، والبقع الكبيرة من الألوان من النمط الثالث. بدلًا من استخدام الجوانب من الأنماط السابقة بشكل مباشر، أضاف النمط المتشابك بعض الزيادات الجديدة على كل من الأنماط التي استخدمها. ظهرت اللوحات المتشابكة أكثر ازدحامًا، واستخدمت الجدار بالكامل لإكمالها. استخدمت ألواحًا مركزية كبيرة لعرض صورة معينة، وفي تلك الصور رُسمت مجموعة من الموضوعات التي شملت الميثولوجيا والمناظر الطبيعية وغيرها من الصور. يحتوي بيت فيتي على أمثلة من النمط الرابع، ويمكن العثور عليها في بومبي حاليًا.

## الرسم بعد الثوران
تطورت جميع أنماط اللوحات الجدارية الأربعة قبل ثوران جبل فيزوف عام 79 ميلادي. على الرغم من نجاة العديد من اللوحات الجدارية الرومانية من ثوران البركان، إلا أنه لم تتطور أي أنماط جديدة من الرسم الجداري بعد الحادث. أُدخِلت بعض التحسينات على أساليب الرسم، مثل إضافة صفيحة من الرصاص إلى قاعدة الجدار من أجل منع الرطوبة من تدمير العمل الفني، واستخدام مسحوق رخامي لإنتاج سطح أكثر لمعانًا.